# Georg Kunisch
Georg Otto Kunisch (* 21. April 1893 in Breslau; † 1936 ebenda) war ein deutscher Schwimmer und Olympiateilnehmer. Er startete für Silesia Borussia Breslau.
Bei den Olympischen Spielen 1912 in Stockholm ging er über 100 m Freistil an den Start, scheiterte aber schon im Vorlauf. Mit der 4-mal-200-Meter-Freistilstaffel (Besetzung: Oskar Schiele, Georg Kunisch, Kurt Bretting und Max Ritter) kam er in 10:37,0 min auf den vierten und letzten Platz.
1919 gewann er die deutsche Meisterschaft über 1500 m Freistil.